# Nadītum
Der altbabylonische Begriff Nadītum (auch Nadītu) bezeichnet eine Gruppe von Frauen besonderer Rechtsstellung in der altorientalischen Gesellschaft des frühen 2. Jahrtausends vor Christus. Es handelt sich nach gegenwärtigem Forschungsstand dabei um in Klausur lebende, zur Keuschheit verpflichtete Frauen, denen wohl eine kultische Funktion im Umfeld des Šamaš (Sippar) und des Marduk (Babylon) zukam, die besonders jedoch durch ihren Rechtsverkehr bekannt sind.